# Stazione di Marotta-Mondolfo
Stazione di Marotta-Mondolfo vasútállomás Olaszországban, Marche régióban, Mondolfo község Marotta frazionéjában.

## Vasútvonalak
Az állomást az alábbi vasútvonalak érintik:
- Bologna–Ancona-vasútvonal

## Kapcsolódó állomások
A vasútállomáshoz az alábbi állomások vannak a legközelebb: 
- Stazione di Senigallia
- Stazione di Fano